# Etherpad
Etherpad (in precedenza conosciuto come EtherPad) è un'applicazione web collaborativa libera in tempo reale per la scrittura, che permette a più persone di modificare simultaneamente un documento testuale.

## Caratteristiche
L'applicazione permette di vedere in tempo reale tutte le modifiche effettuate dai partecipanti, con la caratteristica di mostrare il testo di ogni autore con un diverso colore. Accanto al testo è presente una finestra di chat che permette ai diversi partecipanti di interagire tra loro.
Nato nel novembre 2008, il software fu acquisito da Google nel dicembre 2009 e rilasciato con licenza open source. Attualmente vari servizi online usano Etherpad tra cui: PiratePad, board.net, Telecomix Pad, Framapad (Framasoft), Mozilla Pad (o MoPad, Mozilla), PrimaryPad, QikPad, ae TitanPad.
Per poter funzionare il sito necessita che siano attivati gli script e i cookies sul browser dei partecipanti.